# Most Sundøy
Most Sundøy, (norsky) Sundøybrua, je jeden z nejdelších mostů na světě, vybudovaný technologií letmé betonáže. Překlenuje mořskou hladinu Leirfjordu v maximální výšce 43,5 m a spojuje vesnici Sundøya na lofotském ostrově Alsta s norskou pevninou v kraji Nordland.

## Historie a charakteristika stavby
Ostrov Alsta je rozdělen pohořím De syv søstre (Sedm sester) na dvě části, bez možnosti jejich propojení. Poté, co byl v roce 1991 vybudován most Helgeland na jednu část ostrova Alsta, přistoupila norská vláda v roce 1999 k projektu mostu, spojujícího s pevninou i druhou část ostrova.

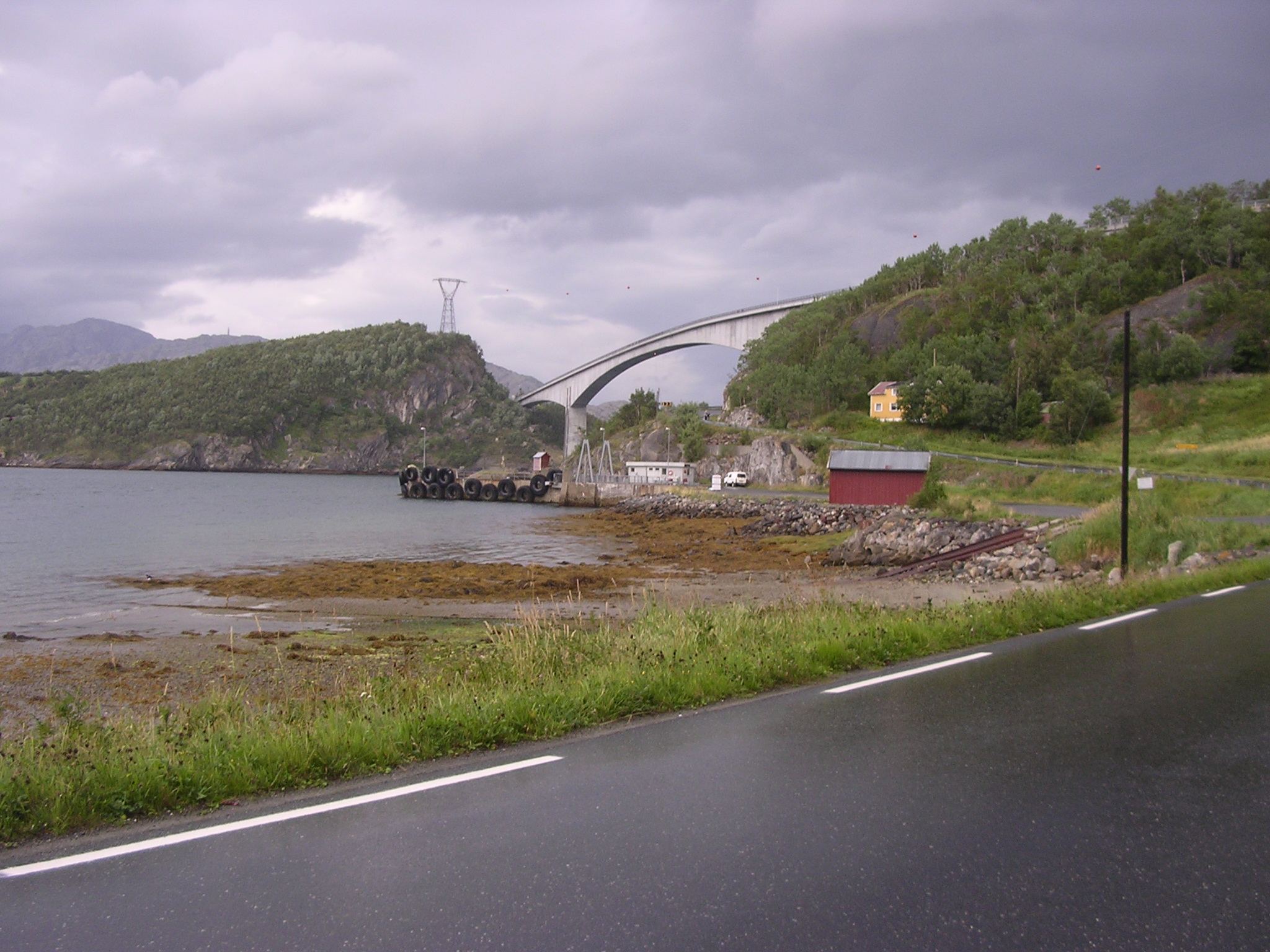
Pohled na most z pevniny, v popředí zbytky staré železnice

Most je dlouhý 538 m a má tři pole s hlavním rozpětím délky 298 m. Je podepřen dvěma dvojicemi štíhlých pilířů, založených na skalním podloží v hloubce 16 – 19 m. Hlavní pole letmo betonovaného mostu (po jednotlivých lamelách) je zhotoveno z vysokopevnostního lehkého betonu (LC 60) a obě boční pole jsou z vysokopevnostního betonu běžné hustoty (C65). Použitím lehkého kameniva (Stalite) do betonu hlavního pole se ušetřilo 2,5 mil. NOK při zachování požadavků na únosnost konstrukce.